# Христаки Павлович
Христаки Павлович  Дупничанин с духовно име Хрисант е български възрожденски учител и писател.

## Биография
Христаки Павлович е роден в Дупница през 1804 г. в заможно семейство. Получава първоначалното си образование в Дупница, а след това в Рилския манастир, където става расофор с името Хрисант. Между 1825 – 1828 г. учи в Мелник при учителя Адам Цапек от Мецово, а между 1828 – 1830 учи в Сяр при учителя Аргириадис. Изучава древногръцките философи и се изявява, като отличен църковен певец. Завръща се в Рилския манастир и му възлагат длъжността библиотекар.
През 1831 г. по препоръка на игумена Йосиф, заминава за Свищов, където през същата година създава светско училище, в което се обучават редица видни български възрожденци, а през 1841 година и девическо училище.
Жени се през 1833 г. за дъщерята на свищовския първенец Илия Цанков – Севастия (Севаста). Тя също била образована и грамотна за времето си жена. Христаки Павлович умира на 21 юли 1848 г. от холера. Оставя 8 деца – синове Димитър Павлович, Николай Павлович, Хрисант Павлович, Илия Павлович, Павел Павлович и дъщери Мариола Високова, Екатерина Аврамова и Пауника Хаджиденкова, както и млада вдовица. За Илия Павлович поема грижа неговият роднина по майчина линия Димитър Хадживасилев, който живее в Румъния. Но както Илия, така и Хрисант и Павел умират в детска възраст.
Павлович е автор на общо тринадесет книги, от които приживе издава десет. Негов внук по майчина линия е Цветан Радославов.

## Памет
На Христаки Павлович е наречена улица в квартал „Сухата река“ в София (Карта).
През 2007 година с помощта на общината и местни общественици в центъра на Дупница е изграден негов паметник.

## По-известни негови съчинения
- Аритметика или научна числителница – изд. Белград, 1833 г.
- Разговорник греко–болгарский за ония, които желаят греческий язик да се научат, при когото и една кратка болгарска история приложи се. Собран и сочинен от Христаки П. Дупничанина, учителя в Славено-Елинското в Свищов училище, който сега перво на свет издава го, Белград, 1835, 99 с.[3]
- Общополезен писмовник – изд. Белград, 1835 г.
- Месецослов – изд. Белград, 1835 г.
- Първа българска граматика – изд. Будин, 1836 г.
- Канон молебен и прочее – изд. Букурещ, 1841 г.
- Царственик или история болгарская – изд. 1844
- Изгубено дете (превод от гръцки на български) – изд. Будин, 1844 г.
- Граматика славяно-българска – изд. Белград, 1845 г.
- География или землеописание в ръкопис